# Take My Breath
«Take My Breath» es una canción del cantante canadiense The Weeknd. Fue lanzado el 6 de agosto de 2021 como el sencillo principal de su próximo quinto álbum de estudio. The Weeknd mostró por primera vez una parte instrumental de la canción en las plataformas de redes sociales el 2 de agosto de 2021. «Take My Breath» fue aclamado por la crítica por la voz de The Weeknd, su producción y los nostálgicos ritmos y sintetizadores de los 80.

## Antecedentes y promoción
The Weeknd dijo que estaba trabajando en un nuevo álbum en septiembre de 2020, a través de una entrevista con Rolling Stone en la que dijo: «Podría tener otro álbum listo para cuando termine esta cuarentena». Más tarde, durante los Billboard Music Awards 2021 en mayo, continuó diciendo en su discurso de aceptación «Solo quiero decir que el After Hours ha terminado y The Dawn está por llegar». The Weeknd continuó mencionando el próximo proyecto bajo el nombre de trabajo «The Dawn» en las redes sociales, durante junio y julio, con él revelando un nuevo estilo para su próximo capítulo y lanzando las colaboraciones «You Right» y «Better Believe», respectivamente con Doja Cat, Belly y Young Thug, durante ese período para mostrarlo en los visuales de ambas canciones.
El 2 de agosto de 2021, se lanzó un fragmento de «Take My Breath» con una imagen de un amanecer titulado «The Dawn Is Coming» y una entrevista de GQ en promoción de la pista, siendo la fecha de lanzamiento del sencillo del 6 de agosto de 2021 confirmado a través del lanzamiento de un video promocional de los Juegos Olímpicos de Tokio 2020 más tarde ese día.

## Recepción de la crítica
«Take My Breath» recibió la aclamación universal. Las voces y la producción de la canción recibió elogios de Joe Lynche de Billboard, que comparó el uso de este último aspecto de un sintetizador para el riff de sintetizador que utilizó Donna Summer en su sencillo de 1977, «I Feel Love». Ben Beaumont-Thomas de The Guardian le dio a la canción una calificación de cinco estrellas afirmando que es "una obra maestra instantánea de disco-pop". La escritora de Consequence of Sound, Mary Siroky, felicitó a «Take My Breath», «la música late, casi vertiginosa en su intensidad de pista de baile de principio a fin, dejando al oyente sin aliento». El crítico principal Jon Pareles del New York Times destacó el atractivo retro del sencillo, el golpe disco, los acordes del piano eléctrico y las voces en falsete de llamada y respuesta en "Take My Breath" se remontan a los antiguos Bee Gees. El periodista Quinn Moreland de Pitchfork elogió la introducción y el coro, «desde la introducción pavoneándose hasta la melodía extremadamente contagiosa, "Take My Breath" está lleno de vida». Los fanáticos de todo el mundo especularon que el synth-pop «Take My Breath» da vibraciones de Michael Jackson y recuerda la era tardía de los 80.

## Video musical
El video musical de «Take My Breath» fue presentado por primera vez por The Weeknd en las redes sociales a través de imágenes autopublicadas durante la semana previa al lanzamiento del sencillo. Dirigida por Cliqua, originalmente se suponía que se reproduciría antes de las proyecciones IMAX de The Suicide Squad, pero se informó que fue retirado debido a preocupaciones de epilepsia con respecto a la "intensa iluminación estroboscópica" que aparece en el clip. El videoclip oficial fue lanzado junto con la canción.

## Personal
- The Weeknd - composición, voz, producción, programación, teclados, bajo, batería
- Belly - composición de canciones
- Max Martin - composición, producción, programación, teclados, bajo, batería
- Oscar Holter - composición, producción, programación, teclados, bajo, batería
- Elvira Anderfjärd - coros
- David Bukovinsky - violonchelo
- Shellback - batería
- Magnus Sjölander - percusión
- Mattias Bylund - cadenas
- Mattias Johansson - violín
- Sam Holland - ingeniero, personal del estudio
- Serban Ghenea - mezcla, personal de estudio
- Dave Kutch - masterización, personal de estudio

## Posicionamiento en listas
| Listas (2021)                             | Mejor posición |
| ----------------------------------------- | -------------- |
| Alemania (Offizielle Deutsche Charts)     | 18             |
| Argentina (Argentina Hot 100)             | 56             |
| Australia (ARIA)                          | 9              |
| Austria (Ö3 Austria Top 40)               | 24             |
| Bélgica (Flandes) (Ultratop 50)           | 6              |
| Bélgica (Valonia) (Ultratop 50)           | 8              |
| Bulgaria (Prophon)                        | 2              |
| Canadá (Canadian Hot 100)                 | 3              |
| CEI (Tophit)                              | 8              |
| Croacia (HRT)                             | 2              |
| Dinamarca (Tracklisten)                   | 7              |
| Eslovaquia (Rádio Top 100)                | 60             |
| Eslovaquia (Singles Digitál Top 100)      | 11             |
| España (PROMUSICAE)                       | 73             |
| Estados Unidos (Billboard Hot 100)        | 6              |
| Estados Unidos (Adult Top 40)             | 11             |
| Estados Unidos (Dance/Mix Show Airplay)   | 19             |
| Estados Unidos (Mainstream Top 40)        | 9              |
| Estados Unidos (Rhythmic)                 | 14             |
| Finlandia (OFC)                           | 11             |
| Francia (SNEP)                            | 27             |
| Global 200 (Billboard)                    | 5              |
| Grecia (IFPI)                             | 5              |
| Hungría (Rádiós Top 40)                   | 11             |
| Hungría (Single Top 40)                   | 7              |
| Hungría (Stream Top 40)                   | 20             |
| India (IMI)                               | 5              |
| Irlanda (IRMA)                            | 11             |
| Islandia (Plötutíðindi)                   | 4              |
| Israel (Media Forest)                     | 4              |
| Italia (FIMI)                             | 49             |
| Japón (Japan Hot 100)                     | 61             |
| Japón Hot Overseas (Billboard Japan)      | 2              |
| Letonia (EHR)                             | 8              |
| Líbano (OLT20)                            | 2              |
| Lituania (AGATA)                          | 10             |
| México (Billboard)                        | 3              |
| Noruega (VG-lista)                        | 9              |
| Nueva Zelanda (Recorded Music NZ)         | 12             |
| Países Bajos (Dutch Top 40)               | 7              |
| Países Bajos (Mega Single Top 100)        | 17             |
| Panamá (PRODUCE)                          | 36             |
| Perú (Unimpro)                            | 107            |
| Polonia (Polish Airplay Top 100)          | 13             |
| Portugal (AFP)                            | 15             |
| Reino Unido (UK Singles Chart)            | 13             |
| República Checa (Rádio Top 100)           | 41             |
| República Checa (Singles Digitál Top 100) | 24             |
| Rumania (Airplay 100)                     | 50             |
| Rusia (Tophit)                            | 10             |
| San Marino (SMRTV)                        | 1              |
| Singapur (RIAS)                           | 17             |
| Sudáfrica (RISA)                          | 16             |
| Suecia (Sverigetopplistan)                | 8              |
| Suiza (Schweizer Hitparade)               | 10             |
| Vietnam (Billboard)                       | 83             |

## Historial de lanzamientos
| Región         | Fecha                    | Formato                      | Sello discográfico | Ref.   |
| -------------- | ------------------------ | ---------------------------- | ------------------ | ------ |
| Varios         | 6 de septiembre de 2021  | Descarga digital streaming   | XO Republic        | [ 77 ] |
| Australia      | 6 de septiembre de 2021  | Contemporary hit radio       | UMA                | [ 78 ] |
| Italia         | 6 de septiembre de 2021  | Contemporary hit radio       | Universal          | [ 79 ] |
| Estados Unidos | 9 de septiembre de 2021  | Hot adult contemporary radio | XO Republic        | [ 80 ] |
| Estados Unidos | 10 de septiembre de 2021 | Rhythmic contemporary radio  | XO Republic        | [ 81 ] |
| Estados Unidos | 10 de septiembre de 2021 | Contemporary hit radio       | XO Republic        | [ 82 ] |
| Rusia          | 12 de septiembre de 2021 | Contemporary hit radio       | Universal          | [ 29 ] |